# Камышлы-Куль
Камышлы-Куль (тат. Камышлы Күл) — посёлок в Азнакаевском районе Республики Татарстан. Относится к Тойкинскому сельскому поселению.

## География
Посёлок расположен в южной части района, на правом берегу речки Чалтаймас.
Расстояние до центра сельсовета, села Тойкино, составляет 3,7 км (4,5 км по автодорогам) на север, до райцентра — 9,3 км (10 км по автодорогам) на север.

## История
Посёлок основан в 1930 году в составе Тумутукского, с 30 октября 1931 года — Азнакаевского района Татарской АССР.
Название посёлка произошло от фитонима «камыш» (камыш, тростник) и гидрографического термина «күл» (озеро).
В 1948 году — в составе Тойкинского сельсовета.
С 1 февраля 1963 года по 12 января 1965 года посёлок был в составе Альметьевского сельского района, затем — вновь в Азнакаевском районе.
В 1931 году в посёлке был образован колхоз имени Фрунзе, вошедший в 1951 году в состав колхоза имени Сталина села Тойкино, в 1961 году переименованного в «Ленин Юлы».
В 1990 году этот колхоз был разделён, деревня вошла в состав колхоза «Тойкино». С 1998 года — СПК «Туйка», в 2001 году вошедший в состав товарищества на вере «Мухамедъяров и К°» села Уразаево.

## Население
По переписи 2010 года в посёлке проживало 37 человек (16 мужчин, 21 женщина).
В 2002 году — 22 человека (9 мужчин, 13 женщин), татары (100 %).
| 1938 | 1949 | 1958 | 1970 | 1979 | 1989 | 2002 | 2010 |
| ---- | ---- | ---- | ---- | ---- | ---- | ---- | ---- |
| 184  | 250  | 78   | 99   | 71   | 31   | 22   | 37   |

## Инфраструктура
Жители работают в основном в ООО «Чалтаймас» и на нефтяных предприятиях города Азнакаево.
Посёлок электрифицирован и газифицирован, есть кладбище и мечеть, открытая в 2018 году.